# An Han-bong
An Han-bong (kor. 안한봉; ur. 15 października 1968) – południowokoreański zapaśnik w stylu klasycznym. Złoty medalista olimpijski z Barcelony 1992 w kategorii 57 kg.
Czterokrotny uczestnik mistrzostw świata, srebrny medalista w 1990 i brązowy w 1989. Złoto na igrzyskach azjatyckich w 1990. Mistrz Azji w 1989 i 1995 roku.